# لیپولیز

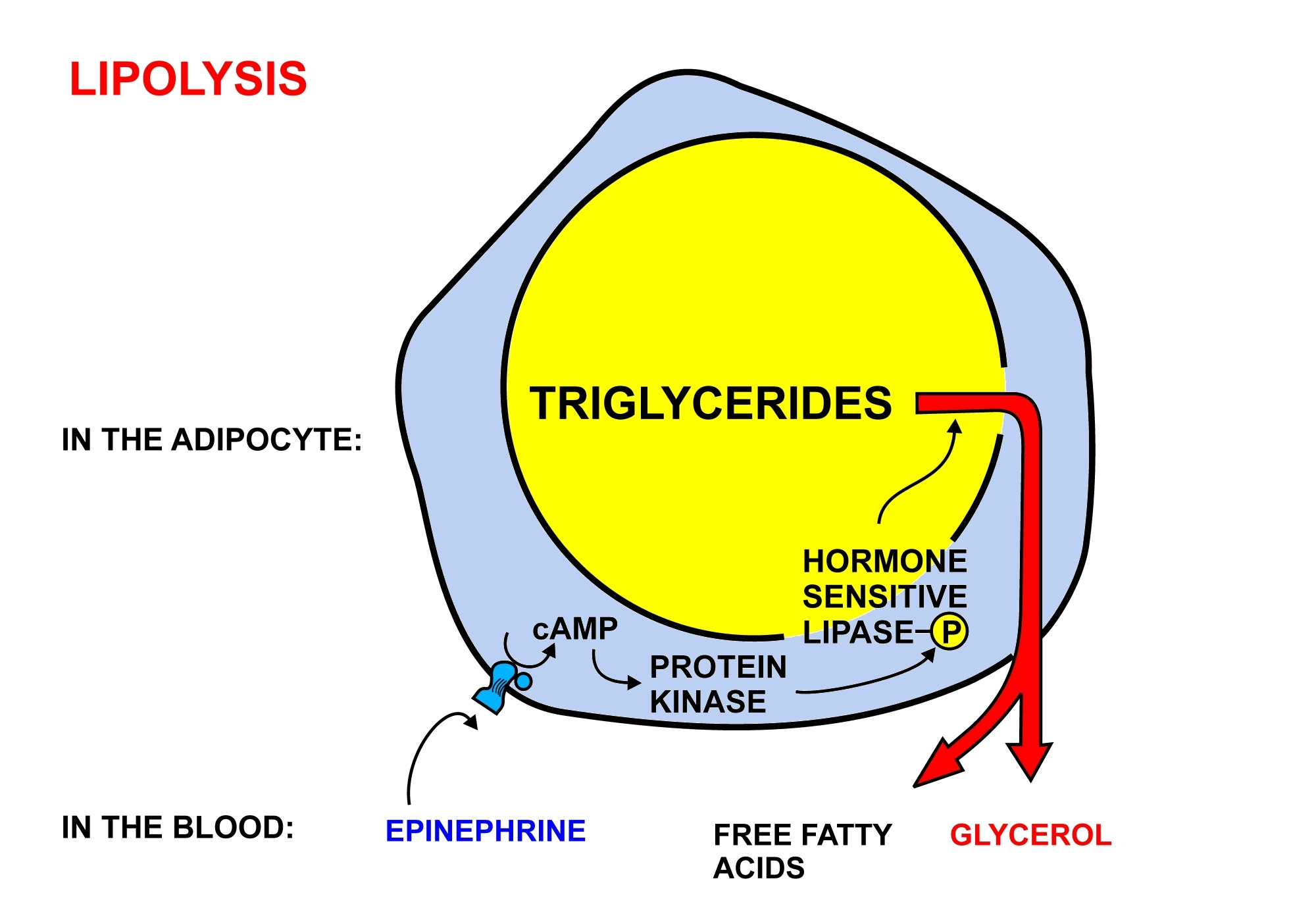
لیپولیز در یک سلول چربی

لیپولیز به هیدرولیز لیپید ها گفته می شود. این هیدرولیز شامل تجزیه تری گلیسرید ها به گلیسرول و اسیدهای چرب آزاد می باشد.
این هورمون ها باعث تحریک لیپولیز می شوند: گلوکاگون، اپینفرین، نوراپی نفرین، گرلین، هورمون رشد، تستوسترون و کورتیزول.
این هورمون ها گیرنده جفت‌شونده با پروتئین جی را هدف قرار می دهند که آدنیلات سیکلاز فعال می کند. این اتفاق سبب می‌شود تولید آدنوزین مونوفسفات حلقه‌ای افزایش یابد که پروتئین کیناز آ را فعال می کند و سپس لیپاز های موجود در بافت چربی را فعال می کند.

## روش‌ها
به‌طور کلی دو روش جهت از بین بردن چربی بدن وجود دارد:
1. روش غیر تهاجمی
2. روش تهاجمی

### روش غیرتهاجمی
در روش غیرتهاجمی، حذف چربی‌های بدن با روش‌های زیر انجام می‌گیرد:
1. ورزش: ورزش‌هایی با شدت کم تا متوسط و زمان نسبتا طولانی(دویدن ، تمرینات دایره ای و...) یا استفاده از تمرینات HIT که البته این تمرینات جزئی از روش های کاهش وزن با ورزش هستند.
2. طب سنتی: با ایجاد تغییر در مزاج شخص
3. طب سوزنی
4. هومیوپاتی
5. آب درمانی

### روش تهاجمی
در روش تهاجمی، چربی‌های یک ناحیه از بدن، بوسیله جراحی از بدن خارج می‌شوند. روش‌های موجود عبارتنداز:
1. کرایولیپولیز
2. لیزر لیپولیز: حذف چربی‌های بدن بوسیله لیزر است. در روش لیزر لیپولیز، ابتدا اندام مورد نظر به صورت موضعی بی‌حس و سپس سوراخ‌های ۱ تا ۲ میلی‌متری روی پوست ایجاد می‌شود و یک فیبر نوری باریک وارد قسمت زیرین پوست می‌شود. لیزر از طربق این فیبر به بافت مورد نظر تابانده می‌شود. در اثر تابش اشعه لیزر، چربی‌ها به صورت نیمه‌مایع درآمده و پس از آن می‌تواند در بدن جذب یا با فشار از بدن خارج شود. به طور متوسط هر جلسه لیزر لیپولیز از ۱ تا ۳ ساعت طول می‌کشد.[نیازمند منبع]
3. حذف چربی بوسیله جراحی